# 程昌胤
程昌胤（725年—784年5月2日） 字昌胤，东平郡东阿（今山东东阿）人。程咬金的玄孙。

## 家世
高祖父程咬金，卢国公，曾祖程处弼，祖父程伯献，父程若水，相继四代，执金吾，掌羽林。

## 生平
程昌胤为程若水第二子，以崇玄生忝益州、太原参军，迁京兆金城县尉。安史之乱期间，前往四川追随玄宗。唐肃宗即位后，除仆寺丞，二京克复，肃宗父子返回长安后，程昌胤选授大理寺丞，又转大理正、兼硖州别驾。不久山南节度使张献诚奏充山南节度府推官，兼监察御史。献诚弟张恭嗣掌戎幕，又以昌胤兼殿中侍御史，充支度判官。后以父未安葬，辞免东归。积十二年，兴元元年四月九日（784年5月2日）在济源寿觉精舍去世，享年六十。
先夫人陇西李氏，以天宝十三载十一月廿四日，卒于长安。男女四人：长肃模、次肃泳，长女适陇西李沔，皆相次早世。次女适清河崔寰。嗣夫人京兆王氏，有男二人：长肃言，幼肃敏。女适南阳张造。夫人以建中三年八月廿九日，先卒于洛阳，葬于近地。兴元元年合葬于北邙河南府河南县河阴乡缠阳里之旧茔。